# کوپانگنا کامینگسکا
کوپانگنا کامینگسکا (به لهستانی:  Kopanina Kamieńska) یک روستا در لهستان است که در گمینا واژسکا واقع شده‌است. کوپانگنا کامینگسکا  ۲۵۰ نفر جمعیت دارد.